# République du Bénin (1967)
Pour les articles homonymes, voir Bénin (homonymie).
La République du Bénin est un État sécessionniste éphémère non reconnu d'Afrique de l'Ouest qui exista une journée en 1967. Il a été établi le 19 septembre 1967, lors de la guerre civile au Nigeria, en tant qu'État fantoche du Biafra à la suite de son occupation de la Mid-Western Region du Nigeria et baptisé du nom de sa capitale, Benin City, avec Albert Nwazu Okonkwo comme chef de gouvernement. Le nouvel État est une tentative de la part du Biafra d'empêcher les non-Igbo résidents de la Mid-Western Region voisine de se mettre du côté du Nigeria à la suite des tensions ethniques au début de la guerre. La République du Bénin a été officiellement déclarée alors même que les forces fédérales nigérianes reconquéraient la région et s'est terminée le lendemain lorsqu'elles sont entrées dans Benin City. L'occupation de la Mid-Western Region a tourné les résidents contre la cause sécessionniste et a été utilisée par le gouvernement nigérian comme justification d'une escalade de la guerre contre le Biafra.

## Histoire
Dans le processus qui conduit à la guerre civile au Nigeria, les résidents de la Mid-Western Region, région ethniquement diverse, ont tenté de prendre une position neutre. Peu de temps avant que le Biafra n'annonce sa sécession du Nigeria, les dirigeants de la Mid-Western Region soutinrent une conférence pour la paix près de Benin City et les officiels refusèrent aux troupes fédérales nigérianes d'envahir le Biafra en passant par leur région.
En août 1967, les forces biafraises occupèrent la Mid-Western Region et prirent le contrôle du gouvernement régional, avec Albert Okonkwo, médecin éduqué aux États-Unis, comme nouveau chef du gouvernement sous le titre de gouverneur. Au départ, la population igbo accueillit favorablement le contrôle biafrais, tandis que les non-Igbo n'étaient généralement pas heureux mais décidèrent d'attendre la restauration du contrôle fédéral plutôt que de résister.